# IR石川鐵道
IR石川鐵道股份有限公司（日语：／ IR Ishikawa Tetsudō */?），簡稱IR石川鐵道或IR，是一家日本石川縣的第三部門鐵路經營者，總部設於金澤市高柳町、原JR西日本金澤支社總站會址。是因應JR西日本於2015年3月14日運營北陸新幹線時接收原位於石川縣內北陸本線車站及設備而成立，公司主要由石川縣與鐵路沿線的自治體，以及部份當地的企業與地方單位所集資特別設置的事業體。

## 營運路線
| 中文線名     | 日文線名 | 起點   | 終點     | 距離（公里） |
| ------------ | -------- | ------ | -------- | ------------ |
| IR石川鐵道線 |          | 大聖寺 | 俱利伽羅 | 64.2         |

開業時，所有班次列車將會與另一間第三部門鐵道公司「愛之風富山鐵道」進行直通運轉，由金澤開出的列車，可以直達至富山，另外提供3班快速列車直達至泊站。下午1班普通下行列車更可直通至越後朱鷺鐵道的糸魚川站。此外，由於JR西日本仍會繼續營運七尾線，由金澤直通至七尾線的安排將維持不變，包括一班來回大阪站及和倉溫泉站的「雷鳥號列車」（13及20號）。亦增設了5班來回金澤及和倉溫泉的特急班次列車「能登篝火號」，以彌補因「白鷹號列車」取消而損失的特急班次，及方便乘客轉乘北陸新幹線。在開業首兩年，JR西日本承諾可以繼續使用其原來操作管理系統，及後IR石川鐵道則須使用自己的操作管理系統。
2024年3月16日，隨因北陸新幹線完成第2期工程，接收了金澤以西的縣內在來線車站。往富山方向的列車運作大致不變，但駛入和倉溫泉站的1來回「雷鳥號列車」則被取消，改為加入多1對「能登篝火號」，另外也開設了只駛往津幡站、只在平日行駛的短途區間列車；至於往福井方向，則沿用JR的行車模式，約半數列車可直通至Hapi-line Fukui線的福井站，以及每日1.5對往返敦賀站。然而，這樣安排卻令全日均沒有任何班次會行經整條路線，情況就如青森鐵道線一樣。

## 名稱由來
結合了英文簡稱和日文的組合名稱，「IR」取自其英文名稱「Ishikawa Railway」首個字母，其讀音又與日文中的「擁有愛（Ai-Aru）類近，代表公司對縣民時刻都存有關懷，並以此作為營運的宗旨。

## 歷史
- 2005年：石川縣、金澤市及津幡町確認當北陸新幹線第1期（長野站～金澤站）通車時，在來線將由JR西日本脫離營運[7]。
- 2012年5月：石川縣、金澤市、野野市市、白山市、能美市、小松市及加賀市確認當北陸新幹線第2期（金澤站～敦賀站）通車時，在來線將由JR西日本脫離營運[7]。
- 2012年7月1日：提出成立「石川縣並行在來線股份有限公司」。
- 2012年8月28日：「石川縣並行在來線股份有限公司」正式成立，創立資金為4億5030萬日圓。
- 2013年8月1日：正式定名為「IR石川鐵道股份有限公司」，資金增至20億600萬日圓。
- 2014年1月6日：正式公佈公司標誌及代表顏色。
- 2014年2月28日：根據《日本鐵道事業法（日语：鉄道事業法）》，正式取得第一種鐵道事業許可。
- 2014年10月27日：正式公佈車費表[8]。
- 2014年11月1日：本社由石川縣廳遷至東金澤站附近的新址（即JR西日本金澤支社舊址）[9]。
- 2015年3月14日：北陸本線金澤站～俱利伽羅站移交，鐵路事業正式運作[10]。
- 2017年4月15日：全線可使用ICOCA及其他主要智能卡。
- 2019年10月1日：隨增加消費税，車費上調[11]。
- 2024年3月16日：因應北陸新幹線伸延至敦賀站，接收了原北陸本線西段本站～大聖寺站路段，總長度增至64.2公里。
- 2025年3月14日，IR石川鐵道迎來開業的10周年，並於15日及16日在金澤站舉辦紀念活動[12][13][14]。

## 車費
接收路線後的首5年，車費將會比現時JR西日本的票價平均提高約9%，其中通學定期票首5年將維持票價，第6年起則加價5％；至於通勤定期票及單程車票，首5年的加幅為14%，第6-11年為19%。雖然根據JR西日本的統計，IR所接管的區域擁有最高的載客量，但石川縣政府估計，開業後頭10年，仍會為公司帶來超過11億的赤字。
| 距離    | JR實際車費 （日圓） | 2015年開業時的車費 （日圓）[16] | 差距（日圓）（百分比） | 2020年起的車費 （日圓）[17] | 差距（日圓）（百分比） |
| ------- | ------------------- | ------------------------------- | ---------------------- | --------------------------- | ---------------------- |
| 最初3km | 140                 | 160                             | 20 (14.4)              | 170                         | 30 (21.4)              |
| 4 - 6   | 190                 | 220                             | 30 (15.7)              | 230                         | 40 (21.1)              |
| 7 - 10  | 200                 | 230                             | 30 (15)                | 240                         | 40 (20)                |
| 11 - 15 | 240                 | 270                             | 30 (12.5)              | 290                         | 50 (20.8)              |
| 16 - 20 | 320                 | 360                             | 40 (12.5)              | 380                         | 60 (18.75)             |
另外，營業範圍內除金澤站外（後來加入津幡站），其他車站現時均沒有任何快速或特急列車停靠，但凡乘搭途經IR路段的非普通列車乘客，一律須繳付200日圓的特急費用。以往由JR發行的各種通行證，除「青春18車票」及「月圓夫婦綠色通行劵」外，包括日本鐵路周遊券在內的其他通行證一律也不能在IR內使用。不過，IR同時推出一些優惠，包括於IR車站內同時購買由金澤開出的新幹線或JR特急列車車票，IR線路內的車費可獲半價，同時在周末及假日也推出了500日圓1日自由乘坐通行劵。2024年3月，與Hapi-line Fukui及愛之風富山鐵道聯合推出三線共用的青春18車票，可以在周末和假日連續兩天任乘所有普通列車。

## 外部連結
- IR石川鐵路公式網站（页面存档备份，存于）（日語）